# Udaipura
Udaipura là một thị xã và là một nagar panchayat của quận Raisen thuộc bang Madhya Pradesh, Ấn Độ.

## Địa lý
Udaipura có vị trí 23°05′B 78°30′Đ / 23,08°B 78,5°Đ Nó có độ cao trung bình là 321 mét (1053 feet).

## Nhân khẩu
Theo điều tra dân số năm 2001 của Ấn Độ, Udaipura có dân số 13.790 người. Phái nam chiếm 54% tổng số dân và phái nữ chiếm 46%. Udaipura có tỷ lệ 65% biết đọc biết viết, cao hơn tỷ lệ trung bình toàn quốc là 59,5%: tỷ lệ cho phái nam là 72%, và tỷ lệ cho phái nữ là 57%. Tại Udaipura, 15% dân số nhỏ hơn 6 tuổi.